# Maryna Czerniak
Maryna Mykołajiwna Czerniak (ukr. Марина Миколаївна Черняк, ur. 26 marca 1988) – ukraińska judoczka. Olimpijka z Rio de Janeiro 2016, gdzie zajęła dziewiąte miejsce w wadze ekstralekkiej.
Piąta na mistrzostwach świata w 2015; siódma w 2014; uczestniczka zawodów w 2011, 2013, 2017, 2018 i 2019. Startowała w Pucharze Świata w latach 2006, 2008-2014. Brązowa medalistka mistrzostw Europy w 2014 i 2018; piąta w 2017. Piąta na igrzyskach europejskich w 2015. Trzecia na uniwersjadzie w 2013 roku.

## Letnie Igrzyska Olimpijskie 2016
| Konkurencja | Eliminacje            | Eliminacje               | Klas. końcowa |
| Konkurencja | Przeciwnik I          | Przeciwnik II            | Miejsce       |
| ----------- | --------------------- | ------------------------ | ------------- |
| 48 kg       | Shira Rishony (ISR) Z | Éva Csernoviczki (HUN) P | 9.            |